# Falciformispora
Falciformispora is een geslacht van schimmels behorend tot de orde Pleosporales. De familie is nog niet eenduidig bepaald (Incertae sedis). De typesoort is Falciformispora lignatilis.

## Soorten
Volgens Index Fungorum bevat het geslacht vijf soorten (peildatum december 2021):
| Soortnaam                      | Auteur(s)                                                                | Publicatiejaar |
| ------------------------------ | ------------------------------------------------------------------------ | -------------- |
| Falciformispora aquatica       | D.F. Bao, K.D. Hyde & H.Y. Su                                            | 2019           |
| Falciformispora lignatilis     | K.D. Hyde                                                                | 1992           |
| Falciformispora senegalensis   | (Segretain, Baylet, Darasse & Camain) Abd. Ahmed, Sande, Fahal & de Hoog | 2014           |
| Falciformispora tompkinsii     | (El-Ani) Abd. Ahmed, Sande, Fahal & de Hoog                              | 2014           |
| Falciformispora uttaraditensis | Boonmee & Huanraluek                                                     | 2020           |